# Marc Deneyer
 (août 2016).
Si vous disposez d'ouvrages ou d'articles de référence ou si vous connaissez des sites web de qualité traitant du thème abordé ici, merci de compléter l'article en donnant les références utiles à sa vérifiabilité et en les liant à la section « Notes et références ».

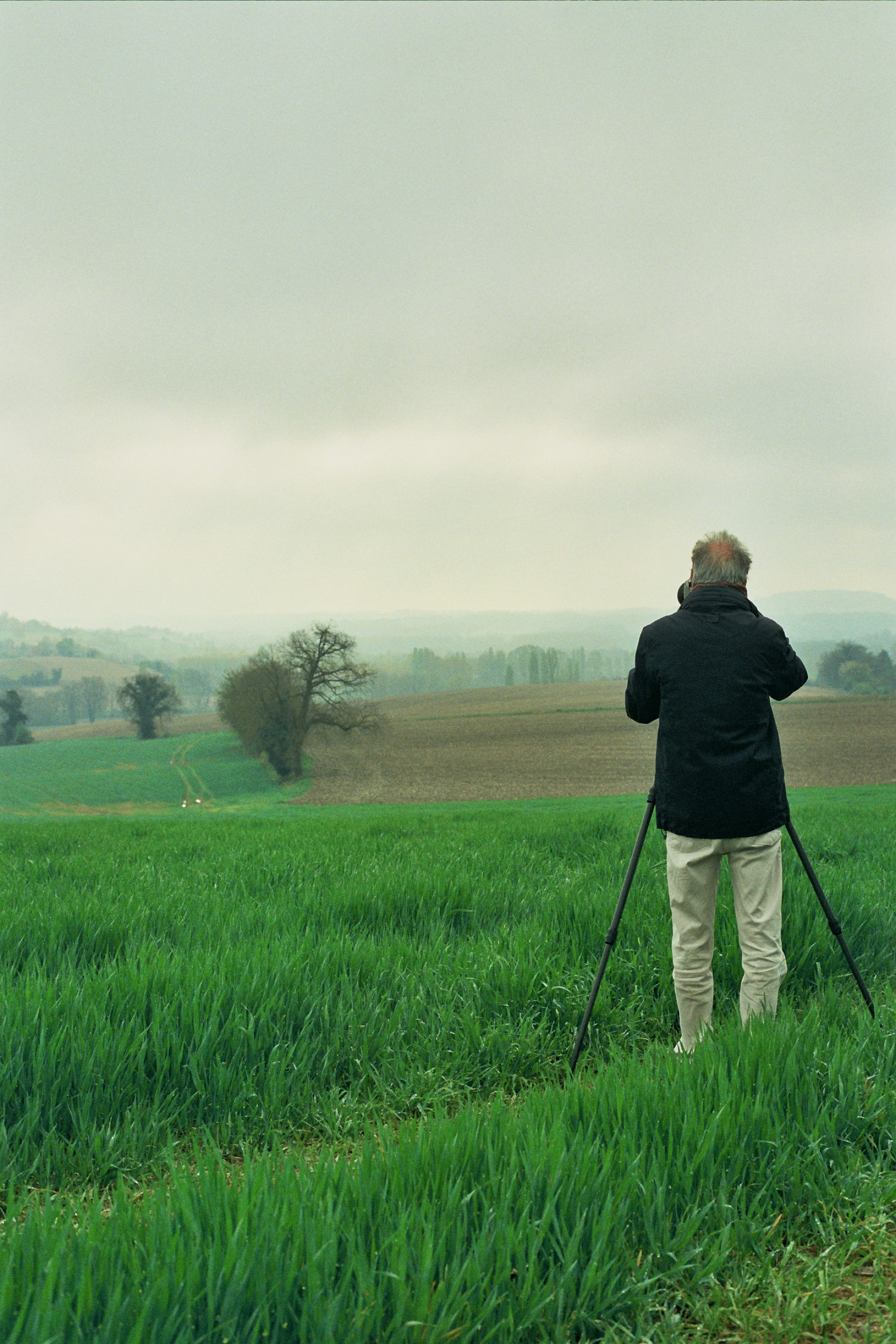
Marc Deneyer photographiant le paysage charentais depuis l'allée menant au domaine de Toutvent.

Marc Deneyer (né à Bruxelles en 1945) est un photographe belge. Il vit et travaille en France.

## Biographie
Né à Bruxelles en 1945, Marc Deneyer est graphiste et musicien (guitare classique) de formation. Dès son adolescence, il s'intéresse à la chimie, à l'optique et aux appareils de projection qui lui ont donné « le goût de l'image projetée, imprimée, et de manière plus générale le goût de la lumière ». Après quelques années passées comme musicien et dessinateur de presse, à partir de 1982, il se consacre à la photographie en noir et blanc de paysage. Autodidacte, il suit les cours du soir du photographe belge Jacques Vilet qui l'initie au système des zones mis au point par Ansel Adams et approfondit cette technique avec Serge Gal.
Depuis 1984, il expose en Europe (The Photographers’ Gallery à Londres, Institut français de Naples, Galerie du château d’eau à Toulouse, Galerie Camera Obscura à Paris, etc.) et au-delà (Institut français de Tokyo, Sapporo, etc.). En 1986, il participe à la mission photographique de la DATAR puis, de 1987 à 1990, à la mission photographique Les Quatre Saisons du territoire qui aboutit à plusieurs publications sous le même titre.
La couleur apparaît dans son travail à partir de 1995 à l'occasion de son séjour au Groenland.
Il poursuit ses recherches sur le thème des jardins avec Les Jardins de Toscane (1998) et Les Jardins de Rochefort (1999). En 2000, il est invité en résidence à la Villa Kujoyama, Kyoto, Japon (Villa Medicis hors les murs).
Il rapporte de ses voyages (du Groenland à la Toscane, du Maroc au Japon) des images et des textes qui racontent sa recherche d’une pure lumière et de lieux immémoriaux. Il publie Ilulissat en 2001 puis Kujoyama en 2005 dans la collection « Textes et Photographies » aux éditions Le temps qu’il fait.

## Expositions personnelles
- 2015 Galerie Louise Michel[6] (Poitiers, France)
- 2014 Galerie HorsChamp[7] (Sivry Courtry, France)
- 2012 Palais des Congrès de Royan (Royan, France)
- 2011 Abbaye de l’Épau (Le Mans, France)
- 2010 Musée d’Agesci (Niort, France)
- 2010 Domaine de Chaumont-sur-Loire
- 2009 Médiathèque François-Mitterrand (Poitiers, France)
- 2009 Abbaye aux Dames (Saintes, France)
- 2009 Ve biennale internationale de Melle (France)
- 2009 Musée de Cognac (Cognac, France)
- 2007 Corderie royale (Rochefort, France)
- 2006 Institut français de Sapporo (Sapporo, Japon)
- 2006 Septembre de la photographie (Lyon, France)
- 2005 Wayang Gallery (Taïwan, Taïwan)
- 2004 Galerie Hennessy (Cognac, France)
- 2003 Chapelle Jeanne d’Arc (Thouars, France)
- 2002 Maison de la culture du Japon (Paris, France)
- 2001 Médiathèque François-Mitterrand (Poitiers, France)
- 2000 Institut français de Tokyo (Tokyo, Japon)
- 2000 Galerie The Third Gallery Aya (Osaka, Japon)
- 1999 Galerie Camera Obscura (Paris, France)
- 1999 Hôtel d’Assézat (Toulouse, France)
- 1999 Musée des Beaux-Arts de Mons (Mons, Belgique)
- 1998 Galerie du château d’eau[3] (Toulouse, France)
- 1998 Musée Sainte-Croix (Poitiers, France)
- 1997 Galerie Seizoni (Sofia, Bulgarie)
- 1997 Maison Balabanov (Plovdiv, Bulgarie)
- 1996 Carré Amelot (La Rochelle France
- 1992 Centre régional d’art contemporain (Chauvigny, France)
- 1991 The Photographers’ Gallery[2] (Londres, Grande-Bretagne)
- 1990 Galerie Catherine Mayeur (Bruxelles, Belgique)
- 1990 Galerie l’Imagerie (Lannion, France)
- 1988 Mois de la photographie (Reims, France)
- 1987 Château d’Oiron (France)
- 1987 Musée de Brest (France)
- 1986 Institut français de Naples (Naples, Italie)
- 1986 Galerie Michèle Chomette (Paris, France)
- 1986 CAC Niort (France)
- 1985 Hôtel Saint Simon (Angoulême, France)
- 1984 Galerie focale (Nyon, Suisse)

## Collections publiques
- Bibliothèque nationale de France
- Musée national d'Art moderne (Paris)
- Centre national d'art contemporain (Paris)
- Fonds régional d’art contemporain Poitou-Charentes[8]
- Fonds régional d’art contemporain Pays de Loire
- Fonds régional d’art contemporain Bretagne
- Galerie du château d’eau (Toulouse, France)
- Galerie l’Imagerie (Lannion, France)
- Médiathèque François-Mitterrand (Poitiers)
- Maison européenne de la photographie (Paris, France)
- Artothèques d’Angers, Nantes, Châtellerault, La Rochelle...